# Jean-Claude Périsset
Jean-Claude Périsset est un ecclésiastique suisse, né le 13 avril 1939 à Estavayer-le-Lac. Il est un prêtre catholique romain, archevêque et diplomate du Saint-Siège. De 2007 à 2013, il est nonce apostolique en Allemagne.

## Biographie
Jean-Claude Périsset naît le 13 avril 1939 à Estavayer-le-Lac, dans le canton de Fribourg, dans une fratrie de cinq enfants. Son père est pâtissier.
Après le lycée à Fribourg, en Suisse, il étudie la philosophie à Sarnen de 1958 à 1959. Ensuite, il est admis au séminaire diocésain de Fribourg, où il étudie la théologie. Il est ordonné prêtre le 28 juin 1964 à Fribourg,. De 1965 à 1969, Périsset travaille comme vicaire à la basilique Notre-Dame à Genève.
Par la suite, Périsset devient membre de différentes institutions du Vatican, notamment la Congrégation pour le clergé, le Conseil pontifical pour la pastorale des migrants, et la Congrégation pour les évêques. Il étudie également à l'Université pontificale grégorienne et obtient un doctorat en droit canon en 1973. De 1971 à 1973, il suit une formation à l'Académie pontificale ecclésiastique. En septembre 1974, le pape Paul VI lui décerne le titre honorifique de "Chapelain de Sa Sainteté" (Monsignore).
Le 4 juillet 1973, Périsset rejoint le service diplomatique du Saint-Siège. Il exerce ses fonctions diplomatiques en Afrique du Sud, au Pérou, en France, au Pakistan et au Japon. De 1986 à 1991, il est juge diocésain dans son diocèse d'origine, Lausanne-Genève-Fribourg. Il publie également des études sur le droit des biens de l'Église.
En septembre 1991, Périsset retourne au Saint-Siège en tant qu'auditeur au Secrétariat d'État pour les relations avec les États. En 1992, il est nommé conseiller de nonciature et reçoit le titre de "Prélat d'honneur de Sa Sainteté" du pape Jean-Paul II le 26 novembre 1992.

### Travail en tant que nonce
Le 16 novembre 1996, Jean-Paul II nomme Périsset évêque titulaire d'Accia (de) et secrétaire adjoint du Conseil pontifical pour la promotion de l'unité des chrétiens. Sa consécration épiscopale a lieu le 6 janvier 1997, présidée par le pape lui-même.
Le 12 novembre 1998, Périsset est nommé archevêque titulaire de Justiniana Prima (de) et nonce apostolique en Roumanie. Il est également accrédité comme nonce en Moldavie (en) à partir du 22 mars 2003. En tant que nonce, il consacre plusieurs évêques en Roumanie et travaille sur les relations entre l'Église orthodoxe roumaine, l'Église catholique romaine et l'Église grecque-catholique uniate de Roumanie.
Le 15 octobre 2007, le pape Benoît XVI le nomme nonce apostolique en Allemagne. Pendant son mandat, il approuve des projets de construction coûteux du Centre diocésain Saint-Nicolas à Limburg.
Le 21 septembre 2013, le pape François accepte sa démission pour des raisons liées à l'âge et nomme Nikola Eterović comme son successeur,.

## Abus sexuels dans l'Église catholique en Suisse
En septembre 2023, il est mis en cause dans des affaires d'abus sexuels au sein de l'Église catholique suisse pour non-dénonciation d'un cas d'abus. Le procureur général de Fribourg classe sans suite ces accusations le 20 décembre 2023, étant « soit lacunaires, soit dénuées de caractère pénal »,.

## Publications
- Curé et Presbytérium paroissial : Analyse de Vatican II pour une adaptation des normes canoniques du prêtre en paroisse, Rome, coll. « Analecta Gregoriana / Series Facultatis iuris canonici » (no 227), 1982.
- La paroisse. Commentaire des canons 515–572, Paris, coll. « Le nouveau droit ecclésial » (no 2), 1994, 2e éd. (1re éd. 1989).
- Les biens temporels de l’Église. Commentaire des canons 1254–1310, Paris, coll. « Le nouveau droit ecclésial » (no 5), 1996.